# Mouvement de la Société de la Paix
Das Mouvement de la Société de la Paix oder Mouvement de la Société pour la Paix (arabisch حركة مجتمع السلم, DMG Ḥarakat Muǧtamaʿ as-Silm), kurz auch Hamas (arabisch حماس, DMG Ḥamās) genannt, ist eine regimetreue und islamistische Partei in Algerien, die am 6. Dezember 1990 von Mahfoud Nahnah gegründet wurde, welcher bis zu seinem Tod 2003 der Parteichef war. Sein Nachfolger und aktueller Parteivorsitzender ist Bouguerra Soltani.
Die Bewegung betont offiziell einen gemäßigten politischen Islam und bekennt sich zu den Muslimbrüdern.

## Geschichte
Bei der Parlamentswahl 2002 errang das Mouvement de la Société de la Paix 7 Prozent der Wählerstimmen und entsandte 38 Abgeordnete in die Nationale Volksversammlung Algeriens. Sie ist seit 2005 Teil der Regierungskoalition mit der Nationalen Befreiungsbewegung und der Nationalen Demokratischen Sammlung.
Bei der Parlamentswahl 2007 erhielt die Hamas insgesamt 9,71 Prozent der Wählerstimmen und gewann dadurch 52 Sitze im Parlament.
Im Mai 2008 wurde Bougerra Soltani als Parteivorsitzender des Mouvement de la Société de la Paix wiedergewählt – im Gegensatz zu Abdelmadjid Menasra, der Soltanis Teilnahme an der Präsidentiellen Allianz als Minister ohne Portfolio ablehnt und ihn für den Wählerrückgang verantwortlich macht.
Die Politik der Unterstützung Bouteflikas durch Soltani, vor allem im Bezug auf das Anstreben einer dritten Amtszeit des Präsidenten, führte zum Parteiaustritt einiger Mitglieder und der Mandatsniederlegung von acht Hamas-Parlamentariern. Dabei spaltete sich am 16. April 2009 eine neue islamistische Partei unter dem Namen „Bewegung für die Predigt und den Wandel“ ab.